# 屋久假瘤蕨
屋久假瘤蕨（学名：Phymatopteris yakushimensis）为水龙骨科假瘤蕨属下的一个种。

## 扩展阅读
- 維基物種上的相關：屋久假瘤蕨